# محمد بن حمد آل ثاني
محمد بن حمد بن خليفة آل ثاني (1988 -)، نجل أمير دولة قطر السابق الشيخ حمد بن خليفة آل ثاني من زوجته الشيخة موزة المسند.

## الدراسة والعمل المهني
يحمل شهادة البكالوريوس من كلية الشؤون الدولية في جامعة جورجتاون في قطر عام 2009 وشهادة الماجستير في إدارة الأعمال من جامعة هارفارد عام 2013.
ترأس ملف استضافة قطر لبطولة كأس العالم لكرة القدم عام 2022، وعلى إثر ذلك فاز بلقب «شخصية العام» والتي تمنحها «جائزة محمد بن راشد آل مكتوم للإبداع الرياضي». وقد عُين عضواً باللجنة العليا للمشاريع والإرث المنظمة لبطولة كأس العالم لكرة القدم 2022 وتدرج في المناصب حتى وصل عضواً منتدباً للجنة وتم تعيينه سكرتيراً لأمير دولة قطر لشؤون الاستثمار بدرجة وزير في 2017 وعُين في نفس العام نائباً لرئيس مجلس إدارة جهاز قطر للأستثمار.
عُرف بفروسيته وحبه للخيل العربية الأصيلة، كما إنه قائد فريق قطر للقدرة والتحمل. شارك في إيقاد شعلة دورة الألعاب الآسيوية التي افتتحت في 1 ديسمبر 2006، ولقد قام بإيقاد الشعلة من على ظهر فرسه التي سميت باسم الشعلة أيضاً.

## كأس العالم لكرة القدم قطر 2022
ترأّس محمد اللجنة التي قدّمت عرض قطر الفائز لاستضافة كأس العالم 2022 بعد مزاعم الرشوة التي تم تقديمها لفريق المزايدة، ولكن الفيفا نشرت تقريراً يزيل كل مزاعم الفساد عن قطر.
ويشير تقرير المحقق الأمريكي مايكل جارسيا الذي كلِف بكشف ملف الفساد في كأس العالم في قطر، إلى أن محمد بن خليفة، كان له دور أساسي في الملف لارتباطه بساندرو روسيل، رئيس نادي برشلونة السابق والمسجون حاليًا في إسبانيا لتلقيه امتيازات مالية ومبالغ وصلت إلى نحو 30 مليون يورو كرشوة لضمان حصول قطر على استضافة مونديال 2022.
محمد هو المدير الإداري للجنة العليا للتوصيل والإرث، وهي المسؤولة عن تطوير البنية التحتية في قطر لكأس العالم. يزعم أن قطر انخرطت في «العبودية المعاصرة، كما حددتها منظمة العمل الدولية، خلال حفلة بناء تمهد الطريق لعام 2022». وفقا لتحقيقات نشرتها صحيفة الجارديان البريطانية في سبتمبر 2013, تم العثور على أدلة «تشير إلى أن الآلاف من النيباليين، الذين يشكلون أكبر مجموعة من العمال في قطر، يواجهون الاستغلال والإساءات التي ترقى مستوى العبودية.» ويضيف التقرير أن العمال النيباليين في قطر يموتون بمعدل واحد في اليوم، وفقا للاتحاد الدولي لنقابات العمال (ITUC), فإن أعمال البناء في قطر لكأس العالم يمكن أن تكلف أرواح 4000 عامل مهاجر.

## دعوى قضائية بتهمة القرصنة الالكترونية
ورد اسم محمد بن حمد في الدعوة القضائية التي رفعها رجل الأعمال الأمريكي وجامع تبرعات للحزب الجمهوري والمقرب من الرئيس دونالد ترامب ايليوت برودي.
واتهم برويدي شقيق أمير قطر، الشيخ محمد بن حمد بن خليفة آل ثاني، وأحمد الرميحي رجل الأعمال القطري والرئيس السابق للاستثمارات في صندوق الثروة السيادية القطري، بالتورط في عملية القرصنة.
وتنص الدعوى القضائية على أن محمد بن حمد والرميحي، تعاقدا مع ضابط الاستخبارات البريطاني صاحب ترخيص فرع شركة» غلوبل ريسك ادفيزيرز» في قطر وشريكه ضابط المخابرات الأمريكي ديفيد مارك، لتنسيق عملية القرصنة وسرقة المعلومات.

## وصلات خارجية
- ايقاد محمد لشعلة الدوحة 2006 على يوتيوب
- يتحدث اللغة العربية، الإنجليزية والفرنسية.